# Delphinium sparsiflorum
Delphinium sparsiflorum är en ranunkelväxtart som beskrevs av Carl Maximowicz. Delphinium sparsiflorum ingår i släktet storriddarsporrar, och familjen ranunkelväxter. Inga underarter finns listade i Catalogue of Life.